# Calliophis maculiceps
Calliophis maculiceps, 
conocida comúnmente como la serpiente de coral moteada o la serpiente de coral de manchas pequeñas, es una especie de serpiente venenosa de la familia Elapidae endémica del Sudeste de Asia. cinco subespecies son reconocidas, incluyendo la subespecie tipo.

## Distribución geográfica
C. maculiceps se encuentra en Myanmar, Tailandia, Laos, Camboya, Vietnam y Malasia Peninsular.

## Subespecies
Las siguientes cinco subespecies se consideran válidas:
- Calliophis maculiceps atrofrontalis (Sauvage, 1877)
- Calliophis maculiceps hughi (Cochran, 1927)
- Calliophis maculiceps maculiceps (Günther, 1858)
- Calliophis maculiceps michaelis Deuve, 1961
- Calliophis maculiceps smithi Klemmer, 1963

Nota bene: Autoridad entre paréntesis indica que la subespecie fue originalmente descrita en un género diferente a Calliophis.